# Niederösterreichischer Amtskalender
Der Niederösterreichischer Amtskalender ist ein Verzeichnis sämtlicher niederösterreichischer Behörden, Ämter und öffentlichen Einrichtungen.
Er erschien zwischen 1865 und 1921 als selbständiges Werk. Er wurde 1865 von der Druckerei Manz verlegt und ab 1867 von der k.k. Hof- und Staatsdruckerei. 1922 wurde er ein Bestandteil des Österreichischen Amtskalenders.
Nach dem Zweiten Weltkrieg erschienen die Ausgaben 1948 und 1949 als selbständiges Werk unter der Herausgeberschaft der Niederösterreichischen Landesregierung, bevor er in den ab 1950 wieder erscheinenden Österreichischen Amtskalender eingebunden wurde. Die letzte Ausgabe des Niederösterreichischen Amtskalenders ist online verfügbar.